# Bobadela (Chaves)
Bobadela era una freguesia portuguesa del municipio de Chaves, distrito de Vila Real.

## Localización
Está situada en un punto alto de la zona, en el entorno del castillo de Monforte.

## Organización territorial
La freguesia estaba formada por los núcleos de población de Bobadela y Bolideira. 

## Historia
Hasta 1853 perteneció al municipio de Monforte de Rio Livre, y cuando este fue disuelto en se integró en el de Chaves, en el que permanece hasta su desaparición en 2013.
Fue suprimida el 28 de enero de 2013, en aplicación de una resolución de la Asamblea de la República portuguesa promulgada el 16 de enero de 2013 al unirse con la freguesia de Oucidres, formando la nueva freguesia de Planalto de Monforte.

## Economía
Bobadela es una freguesia acusadamente rural, en cuya economía predomina absolutamente la agricultura, con cultivos de centeno, patata, maíz, vid y frutales.